# Helena Zboińska-Ruszkowska
Helena Zboińska-Ruszkowska (* 23. April 1877 in Lemberg, Österreich-Ungarn; † 4. November 1948 in Krakau, Polen) war eine polnische Sängerin und Gesangspädagogin.
Zboińska-Ruszkowska war die Tochter des Schauspielers und Regisseurs Marceli Zboiński, ihre Mutter war eine Schwester des Schauspielers Władysław Woleński. Sie begann ihre Gesangsausbildung bei Walery Wysocki und vervollkommnete sie fast während ihrer gesamten Laufbahn in Polen (u. a. bei Stefan Wołoszko in Warschau) und bei Gesangslehrern in Wien, Mailand und Madrid.
Sie debütierte 1899 mit Konzerten und 1900 als Opernsängerin am Teatr Miejski in Lemberg. Neben Rollen als Senta in Der fliegende Holländer und Elsa in Lohengrin von Richard Wagner hatte sie hier ihren größten Erfolg als Ulana in Ignacy Jan Paderewskis Oper Manru. Ab 1903 war sie für verschiedene lyrische und dramatische Hauptrollen (u. a. Sieglinde in Die Walküre, Elsa in Tannhäuser, Valentine in Les Huguenots) an den Häusern der Warszawskie Teatry Rządowe engagiert. Nach Konzertauftritten in Wien 1904 unterschrieb sie 1906 einen Vertrag mit der Wiener Hofoper.
Am Teatro alla Scala debütierte sie 1907 als Isabella Iguamota in Alberto Franchettis Oper Cristoforo Colombo, im Folgejahr sang sie dort sowohl die Rolle der Margherita als auch die der Elèna in Arrigo Boitos Mefistofele. Es folgten in den nächsten Jahren Auftritte an Opernhäusern in Italien (Palermo, Mailand, Triest, Ravenna, Turin, Verona, Padua, Bologna, Florenz), Spanien (Madrid, Barcelona) und Südamerika (Buenos Aires, Montevideo), von 1914 bis 1916 war sie auch an der Wiener Hofoper engagiert.
1919 kehrte sie nach Warschau zurück und hatte dort bis zum Ende ihrer Laufbahn am Teatr Wielki die Position der „dramatischen Primadonna“ (u. a. als Leonore in Fidelio, Brünnhilde in Die Walküre, Aida, Isolde in Tristan und Isolde und Marschallin in Der Rosenkavalier) inne.
1928 beendete Zboińska-Ruszkowska ihre Bühnenlaufbahn. Nachdem sie bereits seit 1919 an einer privaten Musikschule in Warschau unterrichtet hatte, wurde sie 1928 Lehrerin am Krakauer Konservatorium und betrieb 1937–38 eine eigene private Musikschule. Nach dem Krieg unterrichtete sie erneut am Krakauer Konservatorium. Zu ihren Schülern zählten Ewa Bandrowska-Turska, Ada Sari und Wanda Wermińska. Ihr Sohn Wojciech Ruszkowski wurde als Schauspieler bekannt.